# Falla de Boconó
La zona de fallas de Boconó, entre Santo Domingo y La Grita (en Venezuela), presenta características tectónicas interesantes, con fallamientos secundarios que por su longitud podrían generar sismos destructores. La falla tiene una orientación noreste-suroeste, es una falla de rumbo y tiene un movimiento relativo dextral.
Se extiende a lo largo de 500 kilómetros. La falla, con una tasa de deslizamiento que varía de 4,3 a 6,1 milímetros por año. De acuerdo con la teoría de la tectónica de placas, el extremo sur del mar Caribe ha sido definido como el límite entre las placas del Caribe y la Sudamericana. En el presente este límite está definido por el sistema de fallas Boconó-Morón-El Pilar y otras zonas de fallas, sumergidas y expuestas, al norte de Venezuela. Este sistema de fallas corta y desplaza el extremo oeste de las montañas del Caribe, lo que sugiere que su desplazamiento rumbo-deslizante comenzó en tiempos geológicos recientes, durante el Holoceno, y los terremotos de 1610 y 1894 están asociados con ella.